# Majhara Pipar Ehatmali
Majhara Pipar Ehatmali è una città dell'India di 16.808 abitanti, situata nel distretto di Unnao, nello stato federato dell'Uttar Pradesh. 

## Società

### Evoluzione demografica
La popolazione maschile è del 54%, contro una popolazione femminile del 46%. Il tasso di alfabetizzazione è del 63% (67% maschi), superiore alla media nazionale che è del 59,5%. Il 14% della popolazione è sotto i 6 anni d'età.